# グリーンビル大学
グリーンビル大学（グリーンビルだいがく、英語: Greenville University）はイリノイ州グリーンビルにあるリベラルアーツカレッジ。自由メソジスト教会が運営しており、2017年6月1日に名称を「グリーンビル・カレッジ」から「グリーンビル・ユニバーシティ」に変更した。クリスチャン・カレッジ・コンソーシアムに加盟している。

## 歴史
1855年、前身となる女子大学アルマイラ・カレッジが創設。当初はバプテスト教会によって運営されていたが、1892年に自由メソジスト教会イリノイ中央議会が運営権を取得、共学の大学へと改組された。

## 行動規範
グリーンビル大学にはメソジストの伝統に基づく行動規範（Lifestyle Statement）が存在し、それを通じて学生にクリスチャンとしての成長を促している。

## 教育
リベラルアーツ教育を実施しており、学部教育では学士（教養）、学士（理学）のいずれかを取得することができる。カレッジ、セクション、専攻、副専攻という分類がなされている。
- 教養・理学部 College of Arts and Science
  - 生物学
  - 化学
  - 英語学
  - 歴史・政治学
  - 言語文化学
  - 物理工学
  - 神学
  - 学際研究
  - 一般教養
- 社会科学・教育学部 College of Social Science and Education
  - 教育学
  - 心理学
  - ソーシャルワーク・犯罪正義
- ビジネス・専門職学部 College of Business and Professional Studies
  - 経営学
  - デジタルメディア学
  - スポーツ・運動生理学

## キャンパス

### 学生寮
キャンパス内には複数の学生寮があり、毎年のべ850名の学生が寮生活を行なっている。
- カーリー・T・バーリットホール：1922年開設、学内最古の女子寮
  - ダラス・アネックス：1946年開設
  - バーリット・アネックス：1958年開設
- イーノック・A・ホルトウィック・ホール：1968年開設、2階建
- ウォルター・A・ジョイ・ホール：1963年開設、4階建
- ジェンセン・ホール：2007年リニューアル
- エルヴァ・E・ケニー・ホール：1966年開設、1998年リニューアル
- メアリー・A・テニー・ホール：1967年開設

### ホーグ・ホール
キャンパス内にかつて存在したウィルソン・T・ホーグ・ホールはアルマイラ・カレッジ時代に建てられた学内最古の建築物であり、アメリカ合衆国国家歴史登録財にも登録されている。この建物は1856年に建てられ、1864年に「オールド・メイン」と名付けられた。レンガ造2階建で、1階にはデータセンターと管理センター、2階には学生寮と研究室、教室が配置されていた。
2007年春に構造上の問題を抱えていることがわかり、改築計画が持ち上がった。同年夏には1階の壁に大きなひび割れが見つかり、改築は一時停止、専門家の指示が仰がれた。結局、2008年夏に評議員会と学長はホーグ・ホールの取り壊しを決定した。

## 部活動

### 体育会
グリーンビル大学体育会は全米大学体育協会（NCAA）ディヴィジョンIII、セントルイス大学体育協会（SLIAC）、全米キリスト教大学体育協会に所属している。男子は野球、バスケットボール、クロスカントリー、アメリカンフットボール、ゴルフ、サッカー、テニス、陸上競技、バレーボール、女子はバスケットボール、クロスカントリー、ゴルフ、サッカー、ソフトボール、テニス、陸上競技、バレーボールがある。

### 音楽系
85年の歴史を持つ聖歌隊があり、毎年春に定期公演を行なっている。また、マーチングバンド、室内楽団なども存在している。